# محمد رزق (لاعب كرة قدم مواليد 1988)
محمد رزق مواليد 25 يناير 1988 في القاهرة، هو لاعب كرة قدم مصري يلعب لنادي طلائع الجيش.

## مرحلة الشباب

### أندية لعب لها
- نادي الشمس

## المسيرة الاحترافية

### أندية لعب لها
- نادي المقاولون العرب
- النادي الأهلي (مصر)
- طلائع الجيش
- سموحه
- اسوان
- الانتاج الحربي
- الشمس